# Kochendorf (Adelsgeschlecht)
Die Herren von Kochendorf (in einer Linie auch von Zwingenberg) waren ein schwäbisches Edelherrengeschlecht, das später in die Ministerialität und den niederen Adel abstieg. Das Geschlecht erlosch 1450.
Die Familie ist zu unterscheiden von den Greck von Kochendorf.

## Geschichte
Seinen namensgebenden Stammsitz hatte das Geschlecht in Kochendorf, heute Stadtteil von Bad Friedrichshall im Landkreis Heilbronn im nördlichen Baden-Württemberg. Dort saßen die Herren von Kochendorf auf dem Kochendorfer Zwingenberg, von welchem auch der bekannteste Vertreter der Familie Wilhelm von Wimpfen (früher Wilhelm von Kochendorf) stammt.
Einen Teil ihres Besitzes hatten die Herren von Kochendorf zu Lehen vom Wormser Bischof, den anderen Teil als kaiserliches Lehen. Darüber hinaus hatten sie großen Eigenbesitz. Die Herren von Kochendorf hatten schließlich die Grundherrschaft über den Ort. Ferner hatten sie die Fahrgerechtigkeit über den Kocher, besaßen die Kochendorfer Mühle und das Kelterrecht.
Dem Wirken Wilhelms soll es verdankt sein, dass Kochendorf in stadtähnlicher Weise befestigt und angelegt wurde. Das Bergschloss Zwingenberg wurde im 13. Jahrhundert als Stammsitz der Familie errichtet. Für weitere Zweige der Familie wurde später das Kochendorfer Wasserschloss errichtet.
Ein anderer Familienzweig errichtete, vermutlich auch durch Mithilfe Wilhelms von Kochendorf/Wimpfen, in Zwingenberg eine weitere Burg, die Burg Zwingenberg. Der dort lebende Familienzweig führte künftig den Namen von Zwingenberg.
1450 erlosch mit dem Tod des geistlichen Bruders Johann von Kochendorf das Geschlecht der Herren von Kochendorf.

## Stammwappen

Ortswappen von Zwingenberg

Die Stammwappen der Herren von Kochendorf in Kochendorf und Zwingenberg ähneln stark dem Ortswappen von Zwingenberg. Dieses zeigt in Blau drei silberne Schwanenhälse mit goldenen Schnäbeln. Beide Familienzweige führten die silbernen Schwanenhälse in ihren Stammwappen.

## Zeugnisse

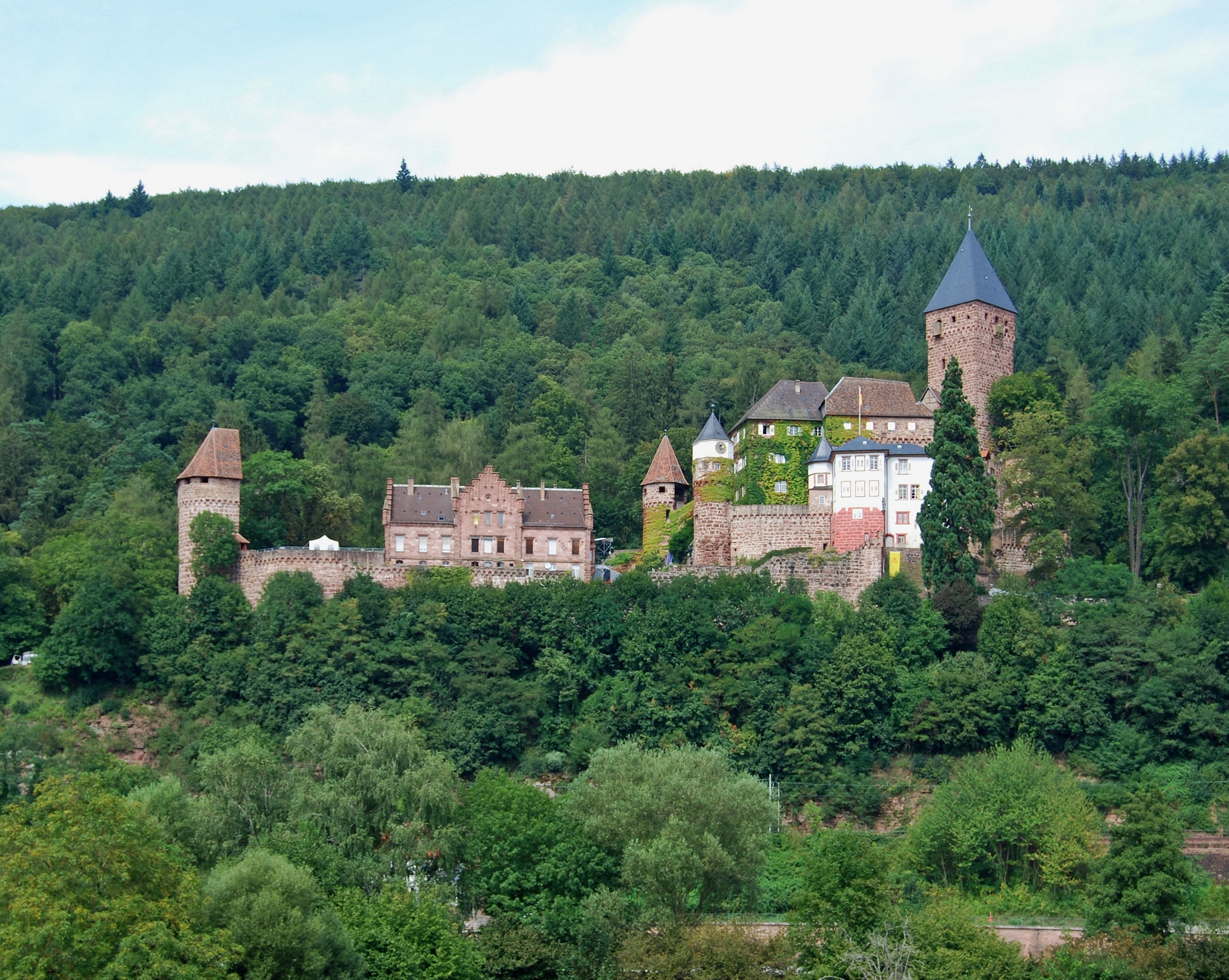
Burg Zwingenberg in Zwingenberg, erbaut durch Wilhelm von Kochendorf/Wimpfen
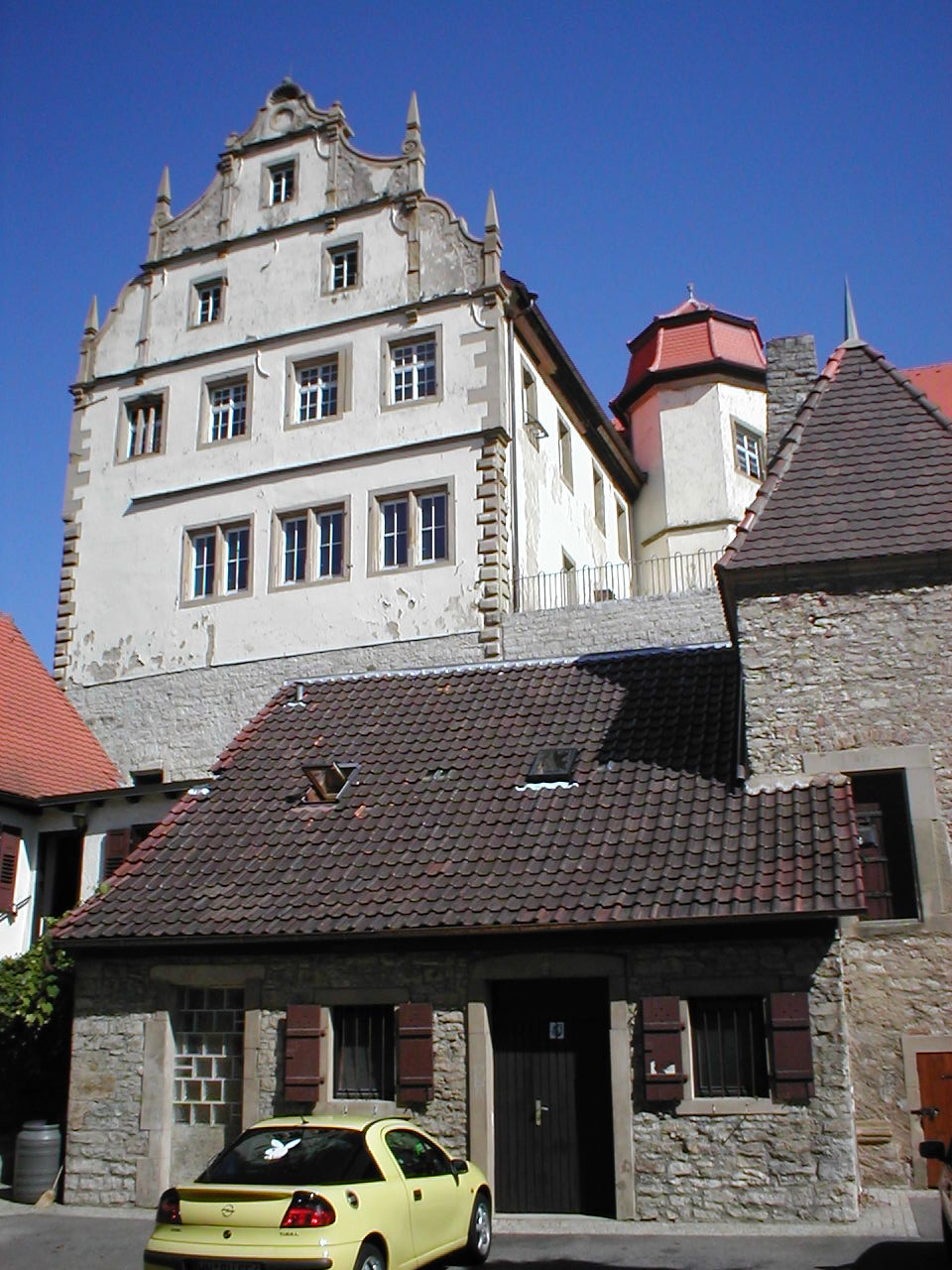
Greckenschloss in Bad Friedrichshall-Kochendorf, erbaut durch Wolf Conrad Greck von Kochendorf I. an der Stelle des Bergschlosses Zwingenberg
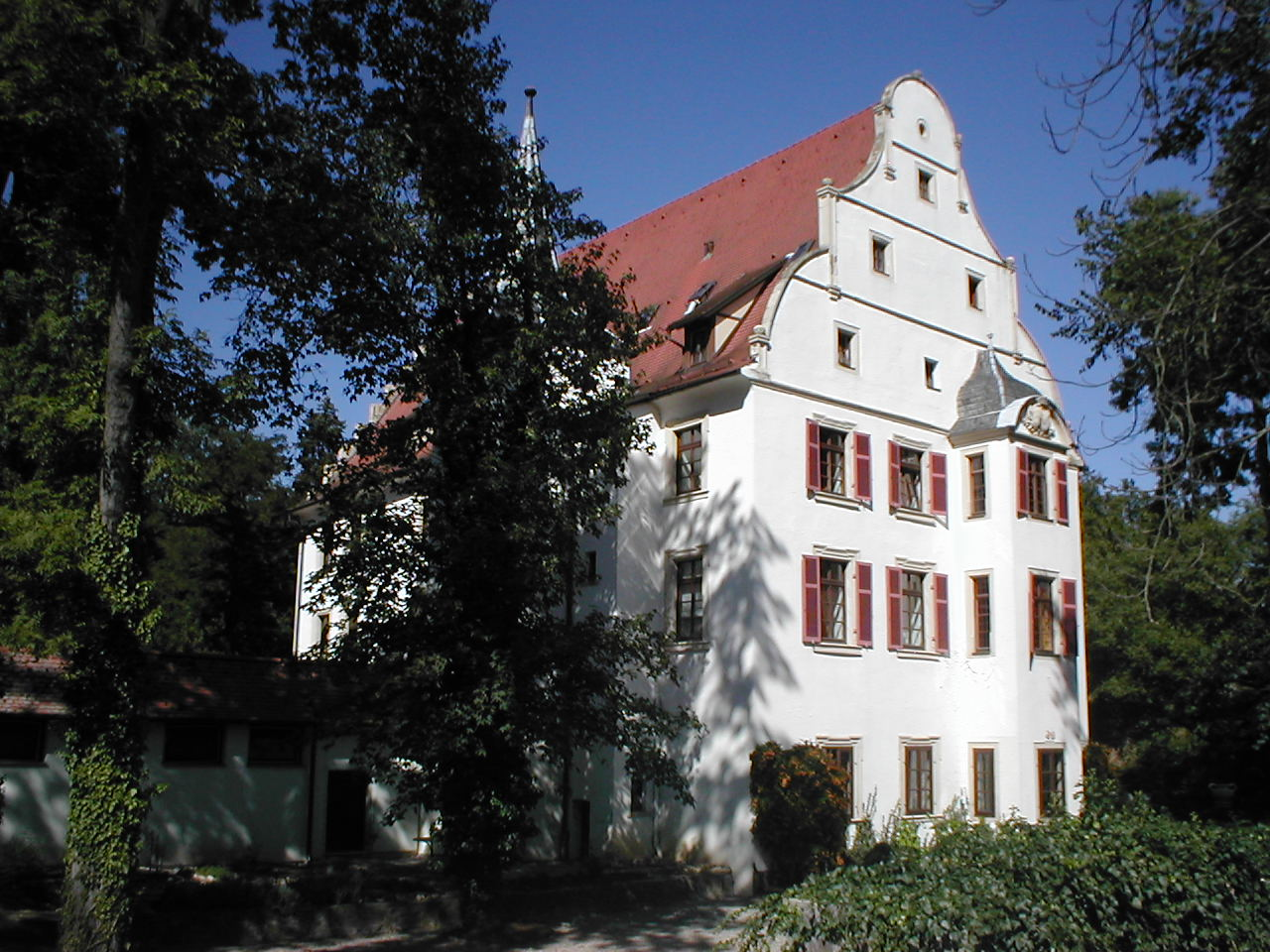
Schloss Lehen in Bad Friedrichshall-Kochendorf, erbaut durch Wolf Conrad Greck von Kochendorf II. an der Stelle des Kochendorfer Wasserschlosses